# Acylotransferaza lecytynowo-cholesterolowa
Acylotransferaza lecytynowo-cholesterolowa, LCAT (EC 2.3.1.43) – enzym występujący w osoczu, syntetyzowany przez wątrobę. Odpowiada za przeniesienie reszty kwasu tłuszczowego z pozycji 2 lecytyny na cholesterol, czego produktem jest ester cholesterolowy (który jest następnie transportowany do rdzenia lipoproteiny) oraz lizolecytyna. Aktywatorem tego enzymu jest apoproteina A, występująca w lipoproteinach wysokiej gęstości (HDL).
Jego niedobór powoduje wzrost poziomu wolnego cholesterolu we krwi. Występuje w chorobach wątroby lub jako wada wrodzona (np. w tzw. rodzinnym niedoborze).